# لويز دريسر
لويز دريسر (بالإنجليزية: Louise Dresser) (و. 1878 – 1965 م) هي ممثلة مسرحية، وممثلة أفلام أمريكية، ولدت في إيفانسفيل، توفيت عن عمر يناهز 87 عاماً.

## وصلات خارجية
- لويز دريسر على موقع IMDb (الإنجليزية)
- لويز دريسر على موقع روتن توميتوز (الإنجليزية)
- لويز دريسر على موقع ألو سيني (الفرنسية)
- لويز دريسر على موقع أول موفي (الإنجليزية)
- لويز دريسر على موقع قاعدة بيانات برودواي على الإنترنت (الإنجليزية)
- لويز دريسر على موقع قاعدة بيانات الأفلام السويدية (السويدية)
- لويز دريسر على موقع قاعدة بيانات الفيلم (الإنجليزية)
- لويز دريسر على موقع كينوبويسك (الروسية)